# 호조 마사코
호조 마사코(일본어: 北條 政子, 호엔(保元) 2년(1157년) - 가오(嘉應) 원년 음력 7월 11일(1225년 8월 16일))는 일본 헤이안 시대(平安時代) 말기에서 가마쿠라 시대(鎌倉時代) 초기의 여성이다. 가마쿠라 막부를 연 미나모토노 요리토모(源賴朝)의 미다이도코로으로, 이즈국(伊豆國)의 호족이자 가마쿠라 막부의 초대 싯켄(執權)이 된 호조 도키마사(北條時政)의 맏딸이다. 요리토모와의 사이에 요리이에(賴家), 사네토모(實朝) 두 아들과 오오히메(大姬), 산만히메(三幡姬)의 두 딸을 두었고, 형제자매로는 무네토키(宗時), 요시토키(義時), 도키후사(時房), 아와노쓰보네(阿波局), 도키코(時子) 등이 있다.
이즈의 유인(流人)이었던 요리토모의 아내가 되어, 요리토모가 가마쿠라에 무가정권을 수립하면서는 미다이노도코로(御台所)라고 불렸고, 남편의 사후에는 머리를 깎고 출가하여 아마미다이(尼御台)라 불렸다. 비구니로서의 법명(法名)은 안뇨인(安養院)이었다. 요리토모 사후 세이이타이쇼군(征夷大將軍)이 된 아들 요리이에, 사네토모 형제가 차례대로 암살당하자, 요리토모의 먼 친척이라는 후지와라노 요리쓰네(藤原賴經, 구조 요리쓰네九條賴經)를 교토로부터 데려다 꼭두각시 쇼군으로 옹립하고 그 후견인을 자처하며 막부의 실권을 장악하여, 당대에 비구니 쇼군(尼將軍)이라고까지 불렸다.
또한 '마사코'라는 이름도 원래는 겐포(建保) 6년(1218년)에 조정으로부터 종3위 관위를 수여받으면서 아버지 도키마사의 이름에서 한 글자를 따서 지은 것으로, 그 이전의 이름이 무엇이었는지는 알려지지 않았다.

## 생애

### 유배온 자의 아내로서
마사코의 아버지 도키마사는 이즈의 재청관인(在廳官人)으로서 당시 헤이지의 난에서 패하여 그곳으로 유배된 미나모토노 요리토모의 감시역이었다. 도키마사가 오반야쿠(大番役) 일로 교토에 가서 머무르고 있던 사이에 마사코는 요리토모와 만나 가까워졌다.
이 무렵의 마사코와 요리토모의 사이를 말해주는 사료는 남아있지 않고, 설화적인 성격이 강한 《소가 이야기》(曾我物語)에 보면 두 사람이 만나기 전에 있었던 매몽담(買夢談)이 수록되어 있다. 한국의 신라 시대 김춘추와 김유신의 누이동생 김문희의 혼인담과 비슷한 이 이야기의 줄거리는 다음과 같다. 마사코의 누이동생으로 훗날 요리토모의 이복동생 아노 젠세이(阿野全成)의 아내가 되는 아와노 쓰보네가 하루는 해와 달을 손에 쥐는 기묘한 꿈을 꾸었는데, 누이동생으로부터 그 꿈 이야기를 듣게 된 마사코는 그 꿈이 재앙을 가져올 것이라며 자신에게 팔라고 했고, 누이동생에게 꿈 값으로 고소데(小袖)를 주고 그 꿈을 샀는데, 사실 마사코는 꿈 이야기를 듣고 그것이 길몽임을 알아채고 일부러 누이동생에게 재앙을 불러올 꿈이라며 그 꿈을 자신에게 팔 것을 권했던 것으로, 이 꿈을 삼으로 해서 마사코는 훗날 천하를 손에 쥐게 되는 미나모토노 요리토모라는 남자와 맺어질 수 있게 되었다는 것이다.
지쇼(治承) 원년(1177년), 요리토모와 마사코의 관계를 알게 된 도키마사는 헤이케(平家)의 추궁이 두려워 마사코를 이즈의 모쿠다이(伊豆目代) 야마키 가네타카(山木兼隆)에게 시집보내려 했는데, 가네타카도 원래 요리토모처럼 유인이었지만 다이라 씨 일족으로서 헤이케가 정권을 쥐면서 그 대관(代官)으로서 부임해 온 자였다. 마사코는 수레에 실려 야마키의 저택으로 보내졌지만, 마사코는 기어이 한밤중에 저택을 빠져나와 산 하나를 넘어 요리토모에게로 달아났고 두 사람은 이즈야마곤겐(伊豆山權現)을 모시는 신사에 숨었다. 이때 마사코의 나이는 스물한 살이었다. 이후 이즈 산 승병들의 힘으로 마사코는 가네타카의 손에서 벗어날 수 있었다. 이때의 일에 대해, 훗날 미나모토노 요시쓰네(源義經)의 애첩 시즈카 고젠(靜御前)이 요리토모의 노여움을 샀을 때 요리토모를 말리며 그에게 "칠흑같은 어둠을 헤메고 비에 젖어서 당신이 있는 곳으로 향했었죠"라고 털어놓았다. 마사코는 얼마 안 되어 요리토모의 딸 오오히메를 낳았고, 도키마사는 두 사람의 결혼을 인정할 수밖에 없었다. 이후 호조 집안은 요리토모의 가장 중요한 후원자가 되었다.
지쇼 4년(1180년) 황족 모치히토 왕(以仁王)은 미나모토노 요리마사(源賴政)와 함께 당시 전국에 흩어져 있던 겐지들에게 헤이케 타도를 위한 거병을 권하는 영지(令旨)를 내렸다. 이즈의 요리토모에게도 이 영지가 전해졌지만, 요리토모는 신중한 자세로 움직이지 않고 있었다. 그러나 이 계획이 탄로나고 모치히토 왕도 패사하게 되자, 위기를 느낀 요리토모는 마침내 거병을 결의했다. 먼저 자신이 있던 이즈의 모쿠다이 야마키 가네타카의 저택을 습격하지만 거꾸로 이시바시(石橋) 산에서 패했고, 이 와중에 마사코의 큰오빠였던 무네토키가 죽기도 했다. 마사코는 이즈 산에 머무르며 요리토모의 안부를 염려하는 불안한 나날을 보낼 수밖에 없었다.
요리토모는 장인 도키마사, 처남 요시토키와 함께 아와(安房)로 달아나 재흥을 꾀했다. 이때 도고쿠(東國)의 무사들이 잇달아 요리토모에게 모여들어 수만 기(騎)에 달하는 대군을 모을 수 있었고, 겐지의 연고지인 가마쿠라에 무혈입성해 그곳을 자신의 거점으로 삼았다. 이때 마사코도 가마쿠라로 옮겨 살게 되었다. 가마쿠라는 호조 씨의 조상이기도 한 다이라노 나오카타(平直方)가 요리토모의 선조 미나모토노 요리요시(源賴義)에게 양도한 땅이었고, 호조 씨가 가마쿠라에서 차지하는 위상 또한 적지 않았다. 이후 요리토모는 후지(富士) 강의 싸움에서 헤이케군을 상대로 승리를 거두고, 각지의 반대세력을 멸하면서 간토(關東)을 제압해 나갔으며, 요리토모가 도고쿠의 주인으로서 가마쿠라도노(鎌倉殿)라 불리게 되면서 마사코도 미다이노도코로(御台所)라는 칭호로 불리게 되었다. 그녀가 단순한 아내로써뿐 아니라 요리토모와 간토 무사단 사이의 매개 역할까지 해내며 요리토모와 함께 막부를 구축할 수 있었다.

### 미다이노도코로로서
요와(養和) 2년(1182년) 마사코는 비로소 둘째 아이를 가졌고 요리토모는 미우라 요시즈미(三浦義澄)의 원대로 마사코의 순산기원을 위해 앞서 헤이케에 가담했던 호족으로서 가마쿠라측에 붙들린 이토 스케지카(伊東祐親)에 대한 은사를 명했다. 요리토모는 마사코와 맺어지기 전에 스케지카의 딸 야에히메(八重姬)와 사랑하게 되어 그 사이에 아들까지 두었지만, 헤이케의 분노를 무서워한 스케지카가 이 아이를 죽이고 야에히메를 다른 무사에게 강제로 시집보내 두 사람 사이를 갈라놓았던 적이 있는데, 이때에 이르러 사면이 이루어지자 스케지카는 몹시 부끄러워하며 스스로 목숨을 끊었다. 이 해 8월에 마사코는 아들 만쥬(万壽)를 낳았다. 훗날 2대 쇼군이 되는 요리이에였다.
마사코가 임신해 있는 동안에 요리토모는 가메노 마에(龜の前)라는 여자를 총애하게 되어 그녀를 가까이 두었다. 이를 도키마사의 후처 마키노 카타(牧の方)로부터 전해듣게 된 마사코는 질투심으로 격분한 나머지, 11월에 마키노 카타의 아버지 마키노 무네지카(牧宗親)에게 명해 가메노 마에가 살던 후시미 히로쓰나(伏見廣綱)의 집을 부숴버리게 했고, 가메노 마에는 간신히 몸만 빠져나와 달아났다. 요리토모는 몹시 노하여 무네지카를 힐문하며 자신의 손으로 무네지카의 상투까지 잘라버리는 등 수치를 주었고, 도키마사가 격노해 일족을 거느리고 이즈에 돌아가 버리는 소동까지 일어났다. 수그러들줄 모르는 마사코의 분노를 가라앉히기 위해 결국 히로쓰나가 도토미(遠江)로 유배되면서 일은 마무리되었다.
마사코의 이러한 질투심은 일부다처제가 당연한 것으로 여겨지던 당시 사회의 여성들 사이에서 보기 드문 것이었다. 당시 귀족은 여러 명의 처첩을 두는 것이 일반적이었고, 힘있는 무가에서도 본처 외에 많은 첩을 거느리며 아이를 두고 일족의 수를 늘리는 것이 당연했다. 요리토모의 아버지 요시토모(義朝)나 할아버지 다메요시(爲義)도 많은 첩을 거느리며 그들로부터 여러 명의 아이를 두었고(마사코의 아버지 도키마사도 여러 명의 처첩이 있었고 마사코와 배가 다른 형제자매도 많이 있었다) 겐지의 도료로서 교토에서 태어나 자란 요리토모에 있어 많은 여자의 집을 드나드는 것은 상식이자 의무의 범주에 속했고 사회적으로도 당연한 행위였지만, 실제 요리토모는 생애에 많은 여성들과 정을 통하면서도 마사코를 무서워해 거의 숨어다니다시피 했다.
이 배경에는 마사코의 질투심만이 아니라 당시 이즈의 소규모 호족에 불과했던 호조 집안 출신의 마사코가 귀족인 요리토모의 정실로서는 너무도 신분이 미천했고, 그 지위가 결코 안정된 것이 아니었기 때문으로 생각할 수 있다. 요리토모는 주에이(壽永) 원년(1182년) 7월에 형 요시히라(義平)의 미망인으로 같은 겐지 일족이었던 닛타 요시시게(新田義重)의 딸 쇼쥬히메(祥壽姬)를 아내로 맞아들이려 했지만 마사코의 노여움을 두려워한 요시시게가 딸을 다른 곳에 시집보내버리는 바람에 실현되지 않았던 적이 있다(마사코가 가메노 마에의 집을 습격한 것은 그로부터 4개월 뒤의 일이다). 요리토모의 정실이라는 지위를 굳건히 하기 위해 마사코는 질투심 많고 격렬한 천성을 가진 악녀의 이미지를 가질 수밖에 없었다.
주에이 2년(1183년), 요리토모는 자신과 대립하던 미나모토노 요시나카(源義仲)와의 화목을 위해 요시나카의 적자 요시타카(義高)와 자신의 맏딸 오오히메의 혼약을 성립시켰다. 요시타카는 오오히메의 남편이자 요리토모의 사위라는 명목하에 인질로서 가마쿠라에 보내졌다. 이때 요시타카의 나이는 열한 살, 오오히메의 나이는 여섯 살 전후였다. 어린 나이였지만 오오히메는 요시타카를 진심으로 좋아하게 되었다.
요시나카가 헤이케를 교토에서 몰아내고 요리토모보다 먼저 입성한 뒤, 교토의 치안 유지에도 실패하고 당시 치천의 군(治天の君)이었던 고시라카와 법황(後白河法皇)과도 대립하게 되면서, 겐랴쿠(元曆) 원년(1184년), 요리토모의 이복동생인 노리요리(範賴), 요시쓰네 형제에 의해 요시나카는 전사했다. 화근을 없애려는 요리토모는 가마쿠라에 남아있던 요시타카까지 죽이려 했는데, 이를 시녀들로부터 엿듣게 된 오오히메는 요시타카를 가마쿠라에서 탈출시켰다. 그러나 격노한 요리토모는 호리 지카이에(堀親家)에게 명하여 요시타카를 쫓게 했고 지카이에의 노토였던 도우치 미쓰즈미(藤內光澄)에 의해 처형되고 만다. 오오히메는 상심에 빠져 결국 병을 얻어 눕게 되었고, 마사코는 요시타카를 잡겠다고 오오히메를 아프게 했다며 지카이에의 노토에게 그 부주의한 책임을 물을 것을 강하게 요구했다. 어쩔 수 없이 요리토모는 미쓰즈미를 처벌하게 하지만, 마음의 병을 얻은 오오히메는 그 뒤 줄곧 우울증에 빠져 지냈고, 오오히메가 쾌유하기를 바라며 마사코는 자주 절과 신사에 다니며 기도를 올렸지만 오오히메는 죽을 때까지 끝내 회복되지 못했다.
한편 노리요리와 요시쓰네는 이치노타니(一ノ谷)에서 헤이케를 상대로 큰 승리를 거두고, 포로로 잡은 삼위중장(三位中將) 다이라노 시게히라(平重衡)가 가마쿠라로 보내졌다. 요리토모는 시게히라를 후하게 대접했고, 마사코도 시녀 센쥬노 마에(千手の前)를 붙여주어 시중을 들게 했다. 시게히라는 뒤에 그가 불태워 없앴던 도다이사(東大寺)로 보내져 처형되었는데, 센쥬노 마에도 시게히라의 죽음에 비통해하다 얼마 안 가서 숨을 거두었다고 한다.
노리요리와 요시쓰네가 헤이케와 전투를 벌이는 사이 요리토모는 도고쿠 경영을 진행시켜 나갔고 마사코도 참예 기원이나, 지샤의 축조식 등 여러 중요한 행사에 요리토모와 동석하고 있다. 겐랴쿠 2년(1185년) 요시쓰네는 단노우라 전투(壇ノ浦戰鬪)에서 헤이케를 멸하였다. 헤이케가 멸망한 뒤, 요리토모와 요시쓰네는 대립하게 되었고 요리토모에 맞서 병사를 일으키려다 실패한 요시쓰네는 그 노토와 애첩 시즈카 고젠을 데리고 교토를 빠져나가지만, 분지(文治) 2년(1186년) 시즈카는 가마쿠라군에 붙들려 가마쿠라로 보내졌다. 마사코는 예전부터 시라뵤우시(白拍子)로서 이름을 떨쳤던 그녀의 춤을 보고자 몇 번을 사양하는 시즈카를 설득하고 있다. 거듭되는 요청에 굽힌 시즈카는 쓰루가오카 하치만구(鶴岡八幡宮)에서 시라뵤우시의 춤을 피로하는데, 요리토모 앞에서 「요시노(吉野) 산봉우리의 흰 눈 헤치고 들어가신 분의 자취를 따르려네(吉野山峯の白雪ふみ分て 入りにし人の跡ぞ恋しき)」, 「시즈여 시즈 하고 몇 번이나 불러주시던 그때로 옛날을 지금으로 돌렸으면(しづやしづしずのをたまきをくり返し 昔を今になすよしもがな)」라는, 요시쓰네를 그리워하는 노래를 불렀다. 요리토모는 이에 몹시 격노하지만 마사코는 유인이었던 시절의 요리토모와의 힘든 만남을 가지던 때와 그가 헤이케 타도를 외치며 거병했을 때의 불안했던 나날들을 말하며 "그때의 제 심정이 지금의 시즈카와 같습니다. 요시쓰네로부터 여러 해에 걸쳐 받아온 사랑을 잊고, 연모하지 않는다면 정결한 여인이라 할 수 없겠지요. 내가 저 자리에 있었어도 지금과 똑같이 노래했을 겁니다." 라며 요리토모를 설득했고 요리토모는 이에 화를 거두고 시즈카에게 상을 내렸다고 한다.
마사코는 딸 오오히메를 위로하려 남어당(南御堂)에 참배했고, 이때 시즈카가 마사코와 오오히메를 위해 이곳 남어당에 춤을 봉납하기도 했다. 이때 시즈카는 요시쓰네의 아이를 가지고 있었는데 요리토모는 딸을 낳으면 살려주고 아들을 낳으면 죽일 것을 명했다. 시즈카가 아들을 낳자 마사코는 아이의 목숨만은 구해주자며 요리토모에게 호소했지만 요리토모는 받아들이지 않았고 아이는 가마쿠라의 유이가하마(由比ヶ浜)에 버려졌다. 마사코와 오오히메는 시즈카를 가엾게 여겨 교토로 돌아가는 그녀와 그녀의 어머니에게 많은 보물을 내렸다.
오슈(奧州)로 달아난 요시쓰네는 분지 5년(1189년) 4월, 오슈 후지와라 씨의 당주 후지와라노 야스히라(藤原泰衡)의 공격을 받아 끝내 자해하고, 요리토모는 기다렸다는 듯이 오슈 정벌에 나섰고 오슈 후지와라 씨를 멸했다. 마사코는 이때 쓰루가오카 하치만구에서 전승기원을 올렸다고 한다. 겐큐(建久) 원년(1190년)에 대군을 거느리고 교토로 입경한 요리토모는 고시라카와 법황으로부터 우콘노에노다이쇼(右近衛大將)로 임명된다.
겐큐 3년(1192년), 마사코는 아들 센벤(千幡)을 낳았다. 훗날 3대 쇼군이 되는 사네토모였다. 이보다 수일 전에 요리토모는 세이이다이쇼군(征夷大將軍)으로 임명되었다. 마사코의 임신중에 요리토모는 또 다시 다이신노 쓰보네(大進局)라는 여자와의 사이에 아들 죠쿄(貞曉)를 두었는데, 마사코를 두려워해 아이의 출산을 축하하는 의식도 생략할 정도였다. 다이신노 쓰보네는 마사코의 질투를 두려워해 몸을 숨겨버렸고, 그 아들 또한 마사코를 무서워해 유모도 두지 못한 채 다른 사람의 이목을 피해가며 자라다 결국 일곱 살 때 마사코로부터 도망치다시피, 출가하여 교토의 닌나사(仁和寺)로 보내질 수밖에 없었다. 그가 닌나사로 가던 날 요리토모는 몰래 그를 만나러 왔다고 한다.
겐큐 4년(1193년) 요리토모는 후지 산 봉우리에서 대규모 사냥을 열었는데, 요리이에가 사슴을 활로 쏘아 맞춘 것에 기뻐하면서 사자를 시켜 마사코에게 이 일을 알렸지만, 마사코는 시큰둥하게 "무가의 자식이라면 사슴 잡는 것쯤이야 별로 대단할 것도 없는 당연한 일이 아닙니까?" 라며 사자를 돌려보냈다. 이 후지에서의 사냥 마지막날 밤, 소가(曾我) 형제가 그들 아버지의 원수였던 구도 스케쓰네(工藤祐經)를 쳐죽이는 사건이 터진다(소가 형제의 복수). 가마쿠라에는 요리토모가 살해당했다는 소문이 나돌았고 크게 상심한 마사코에게, 당시 가마쿠라에 남아있던 요리토모의 동생 노리요리가 "겐지에는 제가 있으니 걱정 놓으십시오" 라며 마사코를 위로했는데, 가마쿠라로 돌아온 요리토모는 마사코로부터 이 이야기를 전해듣고 노리요리에 대해 의심을 품은 나머지, 노리요리를 이즈에 유폐시켰다가 얼마 뒤 살해하고 말았다.
여전히 병약한 상태로 잦은 병치레를 하던 오오히메를 위해, 겐큐 5년(1194년) 마사코는 요리토모의 조카뻘인 구게(公家) 이치조 다카야스(一條高能)와의 혼담을 권했지만, 오오히메는 요시타카를 그리워하며 완고하게 거절했다. 마사코는 오오히메를 위로하기 위해 요시타카를 위한 추선(追善)공양을 성대하게 개최했다. 겐큐 6년(1195년)에는 요리토모와 함께 상경해, 센요몬인(宣陽門院)의 생모 단고노 쓰보네(丹後局)와 만나 오오히메를 고토바 천황(後鳥羽天皇)에게 입궁시키는 문제를 협의했다. 요리토모는 정치적으로도 큰 의미를 가지는 이 입궁을 강하게 염원했고 마사코도 상대가 천황이라면 오오히메도 기뻐할 것이라 생각했지만, 이후 오오히메의 병은 더욱 깊어졌다. 마사코와 요리토모는 쾌유를 바라는 가지기도를 올렸지만, 결국 겐큐 8년(1197년)에 오오히메는 스무 살의 나이로 사망한다. 《조큐기》(承久記)에 의하면 마사코는 오오히메의 죽음에 자신도 따라 죽으려고 할 정도로 상심했고, 요리토모는 "어머니까지 죽어 버리면 오오히메의 다음 생이 좋지 못할 것"이라며 충고하고 있다.
요리토모는 오오히메 대신 산만히메를 입궁시키려 했지만 당시 조정의 유력자였던 미나모토노 미치치카(源通親)에 의해 저지되었다. 친가마쿠라파였던 간파쿠(關白) 구조 가네자네(九條兼實)가 실각하고 조정 내에서 요리토모의 위치가 열세에 놓이면서 산만히메 입궁도 어렵게 되자 요리토모는 다시 한 번 상경할 계획을 세웠지만 겐큐 10년(1199년) 1월에 그만 낙마사고로 급사한다. 《조큐기》에 따르면 마사코는 "오오히메와 요리토모 공이 죽고 나도 이제 끝이라고 생각했는데, 나까지 죽어버리면 아직 나이도 차지 않은 요리이에가 부모 두 사람을 모두 잃게 되니, 아이들을 버릴 수는 없는 일이었다"고 술회했다고 한다.

### 아마미다이로서

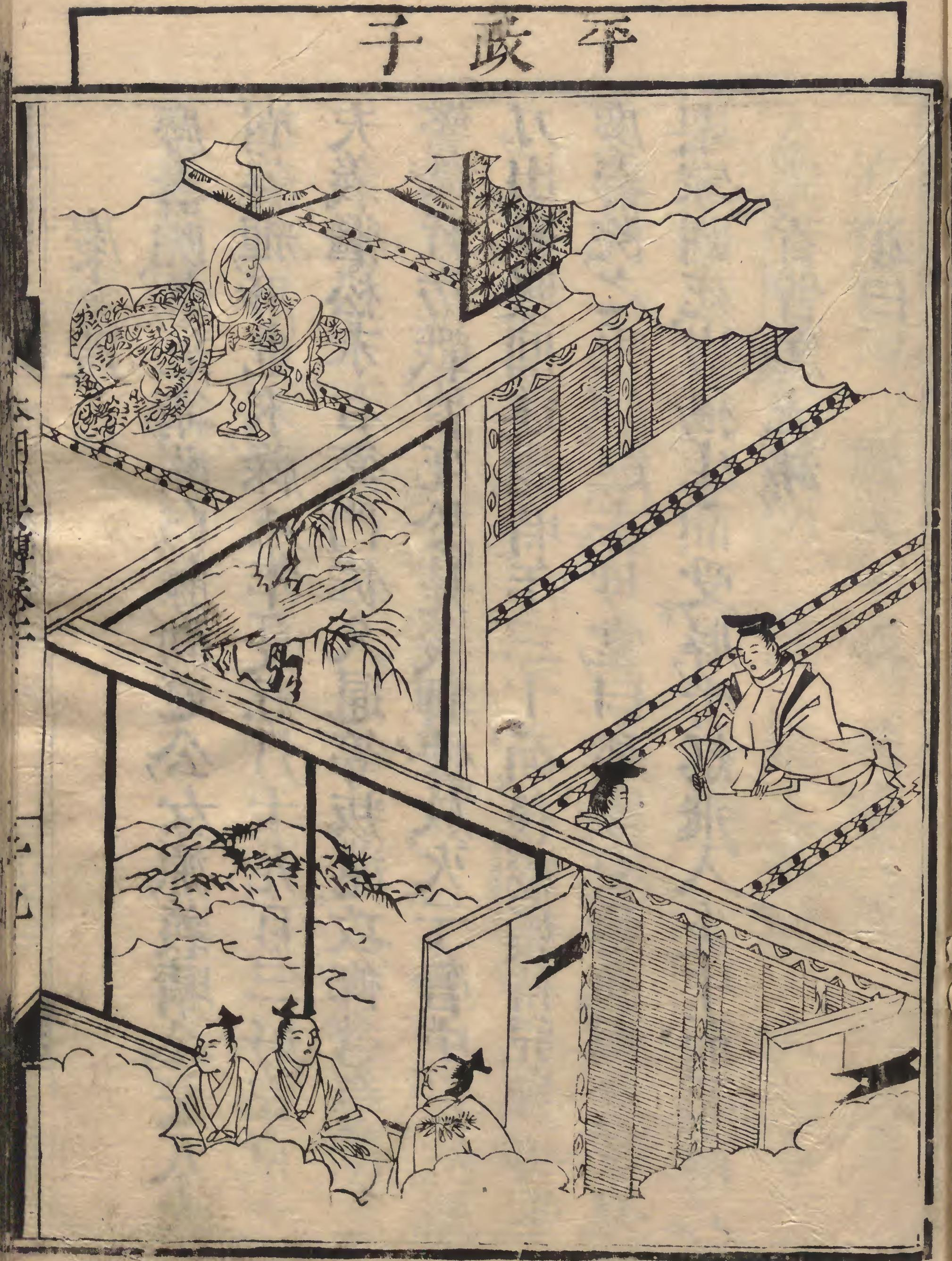
호조 마사코

요리토모 사후 아들 요리이에가 가독(家督)을 이어받았고, 마사코는 출가하여 비구니로서 아마미다이(尼御台)라 불리게 되었다. 요리토모가 죽고서 2개월 후 딸 산만히메가 중병을 얻는다. 마사코는 가마쿠라 안에 있는 지샤에 명하여 가지기도를 올리게 했고、고토바 상황에게 인센(院宣)까지 내게 하면서 교토의 명의를 가마쿠라로 데려오기까지 했다. 산만히메는 의사 처방을 받고 잠시 호전되다가 갑작스럽게 병이 악화하여 6월에 불과 14세로 숨을 거둔다.
젊은 요리이에 독재에 고케닌(御家人)들 반발이 일어날 무렵, 조지(正治) 2년(1200년)에 요리이에의 전제적 통치를 견제하기 위한 오오에노 히로모토(大江廣元)、가지와라 가게토키(梶原景時)、히키 요시카즈(比企能員)、호조 도키마사、호조 요시토키 등 노신(老臣)으로 이루어진 13인의 합의제가 성립되었다. 그러다 고케닌 아다치 가게모리(安達景盛)의 애첩을 요리이에가 빼앗는 사건이 일어나고, 가게모리의 원망을 알게 된 요리이에가 군사를 일으켜 가게모리를 치려 하자 마사코는 조정을 위해 가게모리의 저택에 들어가 요리이에에게 사자를 보낸다. "가게모리를 죽이려거든 먼저 나부터 활로 쏘거라!"라며 단호히 말한다. 그리고는 가게모리를 용서하고 그에게 모반할 뜻이 전혀 없음을 고하는 서약문을 쓰게 하는 것으로 요리이에에게 군사를 돌리게 했다. 다만 아노 젠세이의 모반을 이유로 요리이에가 그 첩이자 마사코의 자매인 아와노 쓰보네의 신병 인도를 요구했을 때는 한 발 물러나기도 했다.
호조 마사코에게는 겐지 쇼군가의 미망인(後家)이자 쇼군의 친권자(어머니)라는 처지와 호조 집안의 일원이라는 자각, 이 두 가지 입장이 있었다. 가마쿠라 시대는 무가의 여성에게도 '집안(家)'의 계승권을 인정하였는데, 마사코의 경우처럼 친정과도 긴밀하게 연결고리를 가지면서 시댁의 상속권을 다음 적자에게 이어주는 것이 마사코 역할이기도 했다. 《구칸쇼》(愚管抄)에서도 기술하고 있듯이, 마사코가 전자의 입장을 내세워 겐지의 '소료(總領)', 즉 막부의 소료로서 막부뿐 아니라 고케닌에 대해서도 지배적 권위가 있음을 의미했다. 하지만 이 시대는 아직 가부장권이 확립되기 전으로 아내가 남편에게 완전하게 예속되는 것이 아니라 남편과는 별도로 다른 친권을 행사할 수 있었기 때문에, 친정의 정치력이나 집안의 격식이 남편 쪽 '집안' 경영에 어떤 식으로든 영향을 줄 수 있었다. 마사코는 최종적으로는 친정인 호조씨 이익을 우선하는 쪽을 택했다.
요리이에와 노신들 대립이 계속되는 가운데 요리토모 때부터 막부에 중용되고 있던 가지와라 가게토키가 실각하고 집안이 멸문당한다(가지와라 가게토키의 변). 유흥에 빠진 요리이에는 축국에만 몰두했고 마사코의 충고도 듣지 않았다. 소송에서 실정이 계속되어 고케닌들 불만이 높아지는 와중에, 요리이에는 유모의 남편 히키 요시카즈를 중용하며 그의 딸에게서 맏아들 잇벤(一幡)을 얻는 등, 히키씨의 대두가 호조씨를 위협하고 있었다.
겐닌(建仁) 3년(1203년), 요리이에가 병상에 누워 위독하게 되자, 마사코와 도키마사는 잇벤과 사네토모가 일본을 나누어 통치하게 하자고 결정했다. 이에 불만을 품은 요시카즈는 병상의 요리이에에게 호조씨가 정치를 농단한다고 호소했고 요리이에는 호조씨 토벌을 명했다. 그러나 미닫이 너머에서 이를 듣고 있던 마사코는 사자를 도키마사에게 보내 이를 알렸고 도키마사는 대책을 강구한 끝에 요시카즈를 모살한 뒤, 마사코의 이름으로 거병하여 히키 집안을 멸해버렸다. 이 와중에 히키 집안도 잇벤도 모두 죽었다.(히키 요시카즈의 변) 직후 위급한 상황에서 회복되기는 했지만, 히키 집안과 잇벤의 몰살을 알고 격노하며 도키마사 토벌을 명하는 요리이에의 명을 따르는 자는 없었다. 이미 주도권이 호조씨에게 넘어간 상태에서 요리이에는 마사코의 명으로 강제로 출가당하고 군권을 빼앗긴 채 이즈의 슈젠사(修善寺)에 유폐되었다가 얼마 뒤에 암살당하고 만다. 요리이에 다음으로 쇼군이 된 사네토모로부터 도키마사는 초대 싯켄으로 임명되었다. 그러나 도키마사와 그 아내 마키노 카타가 정권 독점을 도모하자, 마사코는 도키마사의 저택에 머무르던 사네토모를 급히 데리고 돌아왔고, 겐큐(建久) 2년(1205년) 도키마사와 마키노 카타가 사네토모를 폐위하고 사위 히라가 도모마사(平賀朝雅)를 쇼군으로 옹립하려 획책한 음모를 마사코는 요시토키와 함께 저지하고 도키마사를 강제로 출가시킨 뒤 이즈로 내쫓아버렸다. 그리고 요시토키가 싯켄으로 취임한다(마키씨 사건). 《구칸쇼》는 마사코가 막부를 장악한 것을 당시 교토에서 막대한 세력을 쌓은 경2위 후지와라노 가네코(고토바 상황의 유모)와 함께 일본의 정치를 여성이 완성한 실례라고 서술하고 있다.
전횡을 일삼던 형 요리이에와는 달리 조정을 존중하며 구게 정권과의 융화를 도모한 사네토모는 고토바 상황으로부터 우대받으며 승진을 거듭했지만, 이러한 사네토모의 친조정 성향은 고케닌들과의 이익과는 상충되는 것이었다. 사네토모의 관위는 나날이 높아져 고다이진(右大臣)에까지 올랐고 요시토키나 오오에노 히로모토는 사네토모가 조정과 가까이 지내면서 고케닌들로부터 멀어지는 것을 우려하며 간언했지만 사네토모는 따르지 않았다. 한편 겐포(建保) 6년(1218년), 마사코는 병약한 사네토모의 평유를 빌며 구마노(熊野)를 참예했고, 교토에 머무르면서 후지와라노 가네코와 회담을 거듭했다. 이 상경에서 가네코의 알선에 의해 마사코는 종2위의 관위를 받는 전례 없는 대우를 받았다. 《구칸쇼》에는 이 때 마사코는 가네코와 함께 병약하고 자식도 없는 사네토모의 후임 쇼군으로서 고토바 상황의 황자를 동쪽으로 보내는 문제를 상담했다고 한다.
일찍이 마사코는 후환을 없애기 위해 요리이에의 아들들을 모두 불문에 들였는데, 겐포 7년(1219년), 고다이진 임명을 축하하는 의식에 참석하기 위해 쓰루가오카 하치만구에 들어간 사네토모를 죽인 것은 요리이에의 아들로 하치만구의 벳토(別當)을 맡고 있던 조카 구교(公曉)였다. 《조큐기》에 따르면, 사네토모의 암살 소식에 마사코가 깊이 한탄하며 "자식들 가운데 유일하게 남은 오오오미도노(大臣殿, 사네토모)를 잃고 이로써 이미 끝이라고 생각했다. 비구니 홀로 슬픔 많은 이 세상을 살아가지 않으면 안 되는 것이냐고, 연못에 몸을 던질 생각까지 들었다."라고 술회하고 있다.

### 비구니 쇼군
사네토모의 장례를 마치고 마사코는 사자를 교토에 보내, 고토바인의 왕자를 쇼군으로 맞아들이고 싶다고 청했지만, 고토바인은 "그건 일본을 두 개로 나누는 것이나 다름없다"며 거절했고, 사자를 가마쿠라로 돌려 보내면서 왕자를 보내는 조건으로 고토바인의 애첩이 소유한 장원의 지토(地頭)를 파면할 것을 요구했다. 싯켄 요시토키도 "막부를 뿌리부터 흔드는 것"이라며 이를 거절했고, 요시토키의 동생 도키후사에게 병사를 대동하게 하여 교토로 가서 거듭 왕자를 동쪽으로 보내달라고 청했지만 상황은 이마저도 거부했다. 결국 한 수 접은 요시토키는 왕족 대신 셋칸케(攝官家)에서 두 살에 불과한 미토라(三寅)를 맞아오게 했고 도키후사가 이를 데리고 돌아오자 마사코는 산닌의 후견인으로서 쇼군 대행을 맡아 '비구니 쇼군(尼將軍)'이라는 칭호로 불리게 된다.
조큐(承久) 3년(1221년), 천황 권력의 회복을 꿈꾸던 고토바인과 막부와의 대립은 더욱 깊어져갔고 급기야 조정은 교토의 슈고(守護) 이가 미쓰스에(伊賀光季)를 공격해 죽이고 거병을 단행했고, 고토바인은 요시토키 추토(追討)를 명하는 선지(宣旨, 인젠)를 여러 구니의 슈고와 지토들에게 내렸다. 상황이 막부 공격을 명했다는 소식을 들은 가마쿠라의 고케닌들은 동요하기 시작했다. 이때 고케닌들 앞에 나선 마사코는 '마지막 연설'을 한다.

돌아가신 고다이쇼(右大將, 요리토모)의 은혜는 산보다도 높고 바다보다도 깊은데, 역신(逆臣)의 참언(讒言)으로 불의(不義)의 선지가 내려지게 되었소. (인의 측근 무사인) 히데야스(秀康)와 다네요시(胤義)를 토벌하여 3대 쇼군(사네토모)의 남기신 자취를 보전해야 할 것이요. 다만 인(院)을 따르고자 하는 자는 지금 나서도록 하시오.

마사코의 말에 고케닌들은 동요하던 것을 멈추고 막부를 지키기 위해 싸울 것을 결의했다고 한다. 《조큐기》에는 마사코 자신이 가마쿠라의 무사들 앞에 나서서 이렇게 말했다고도 하고, 《아즈마카가미》(吾妻鏡)에는 아다치 가게모리가 이 연설문을 대신 읽었다고도 한다.
군의가 열리고 하코네(箱根)ㆍ아시가라(足柄)에서 요격하자는 방어책이 우세한 가운데 적극적으로 출격해 교토로 진군하자는 오에노 히로모토의 주장이 마사코의 재단으로 채택되고, 고케닌들에게 동원령이 내린다. 또다시 부상한 소극책에 맞서 미요시 야스노부(三善康信)가 거듭 출격을 주장했고, 마사코가 이를 지지하면서 마침내 막부군은 출격했다. 막부군은 도중에 병력을 증강해 최종적으로는 19만 기의 대군으로 불어났다. 고토바인은 자신이 내린 인젠의 효과만 믿으면서 막부군이 출격할 것은 예상도 못했기 때문에 크게 낭패했고, 교토측은 막부의 대군 앞에 각지에서 패퇴했으며, 마침내 교토는 막부군에게 함락되었다. 고토바 상황은 요시토키 추토의 선지를 철회하는 등 사실상 막부에 항복했고, 오키 섬(隱岐島)에 유배되었다. 이 전후처리에 마사코도 요시토키와 동참했다.
조오(貞應) 3년(1224년), 요시토키가 급사했다. 요시토키의 맏아들 야스토키(泰時)는 재주뿐 아니라 실적도 높아서 차기 싯켄으로 주목받고 있었지만, 요시토키의 부인인 이가 마님(伊賀の方)은 친아들 마사무라(政村)의 싯켄 옹립을 획책하며 당시 막부의 유력 고케닌이었던 미우라 요시무라(三浦義村)를 끌어들이려 했다. 요시무라의 모반 소문이 퍼지며 가마쿠라 안에 소란이 일자 마사코가 직접 요시무라의 저택을 찾아 '야스토키가 요시토키의 뒤를 이어야만 하는 이치'를 설명하면서 "요시무라가 마사무라 옹립 음모에 참가하고 있는 것이 아니냐"고 힐문했고, 요시무라는 그 자리에서 야스토키에게 충성하겠다고 맹세했다. 그 뒤로도 여전히 시끄럽던 가마쿠라를 마사코가 나서서 진정시켰고, 이가 마님은 이즈로 쫓겨났다(이가씨의 변). 이후 야스토키는 요시토키가 남긴 영지의 배분 문제를 고모인 마사코와 상담하면서 아우들을 위해 자신의 몫을 대폭 줄이는 안을 제시했고 마사코는 이에 감동했다고 전한다.
가로쿠(嘉祿) 원년(1225년), 마사코는 향년 69세로 병상에서 죽었다. 계명(戒名)은 안양원전여실묘관대선정니(安養院殿如實妙觀大禪定尼). 묘소는 지금의 일본 가나가와현(神奈川縣) 가마쿠라시의 슈후쿠사(壽福寺)에 요리토모의 무덤 옆에 모셔져 있다.

## 후대의 평가
《아즈마카가미》는 마사코를 중국 전한(前漢)의 여후(呂后)나 일본 신화의 진구 황후(神功皇后)의 환생으로 비유하며, 일본의 왕업의 기틀을 지키도록 신이 내려준 옹호라고 칭송한다. 천태종 승려 지엔(慈円)은 《구칸쇼》에서 마사코의 권세를 가리켜서 "여인이 이룬 일본국"이라고 평가하였다. 군담소설인 《조큐기》는 "여자로서 가장 드러난 예"라고 평가하지만, 이러한 평에 대해서 마사코는 "이 비구니만큼 깊은 슬픔을 가진 사람도 이 세상에는 없다"고 술회한다.
무로마치 시대(室町時代)의 이치조 가네요시(一条兼良)는 "이 일본국은 희씨국(姫氏国)이라 하여 여자가 다스려야 하는 나라라고 한다"며 호조 마사코부터 히미코(卑弥呼), 나라 시대(奈良時代)의 여제(女帝) 즉 겐메이 천황(元正天皇)이나 고켄 천황(孝謙天皇) 등의 고사를 들고 있다. 기타바타케 지카후사(北畠親房)의 《신황정통기》(神皇正統記)나 이마가와 료슌(今川了俊)의 《난태평기》(難太平記)에서도 가마쿠라 막부를 주도한 마사코의 평가는 높다.
에도 시대에 이르면 주로 유학의 영향으로 인륜이나 도덕적인 관점에 중점을 두고 《대일본사》나 아라이 하쿠세키(新井白石), 라이 산요 등이 마사코를 평가하고 있지만, 요리토모 사후에 가마쿠라 막부를 주도한 것은 높이 평가하면서도 자식(요리이에, 사네토모 형제)가 변사하고 시댁(겐지)이 멸망하면서 친정(호조씨)이 막부를 대표하게 된 것은 "부인으로서의 인륜을 저버린 행위"라고 비판하고 있다. 또한 이 무렵부터 마사코의 질투도 비판의 대상이 되면서 마사코를 히노 도미코(日野富子)나 요도도노(淀殿)과 같은 악녀로 보는 평가도 나오게 되었다.
현대에는 NHK 대하드라마 「불놀이(草燃える)」(1979년)의 원작이 된 나가이 미치코(永井路子)의 소설 「호조 마사코」등이 주된 작품.

## 파일
1. ↑  마사코의 드센 성격을 보여 주는 일화로 꼽히고 있지만 이에 대해, 요리이에가 사슴을 쏘아 잡은 것은 당시 사람들로부터 그가 요리토모의 후계자로서 신에게까지 인정받았음을 인정하게 하는 효과를 가졌고 그랬기에 요리토모는 몹시 기뻐했지만、마사코로서는 그걸 이해할 수 없었던 것이라는 해석이 있다.
2. ↑  신종대, 「가마쿠라 막부의 전개와 호조씨의 막부정치 장악과정에 관한 연구」『동북아문화연구』제13집(2007) p.458~459.

## 같이 보기
- 호조씨
- 호조 도키마사
- 호조 요시토키
- 호조 야스토키
- 구교 (일본)
- 미나모토노 요리토모
- 미나모토노 요리이에
- 미나모토노 사네토모
- 후지와라노 요리쓰네
- 고토바 천황
- 고시라카와 천황
- 다이라노 기요모리
- 가마쿠라 막부

## 참고 문헌
- 고미 후미히코 등 《일본인 이야기》(한은미 역) 이손, 2003년